# أغوستين أوليفيروس
أغوستين أوليفيروس (بالإسبانية: Agustín Oliveros)‏ هو لاعب كرة قدم أوروغواياني في مركز الدفاع، ولد في 17 أغسطس 1998 في مونتيفيديو في الأوروغواي. لعب مع نادي راسينغ مونتيفيديو.

## وصلات خارجية
- أغوستين أوليفيروس على موقع قاعدة بيانات كرة القدم.إي يو (الإنجليزية)
- أغوستين أوليفيروس على موقع ناشيونال فوتبول تيمز (الإنجليزية)
- أغوستين أوليفيروس على موقع Soccerway.com (الإنجليزية)
- أغوستين أوليفيروس على موقع عالم كرة القدم.نت (الإنجليزية)